# Elina Merenmies
Elina Merenmies, född 9 september 1967 i Esbo, är en finländsk konstnär. 
Merenmies studerade 1988–1992 vid Bildkonstakademin och avlade magisterexamen, därefter 1988–1999 vid Institut de St. Luc i Bryssel och 1991–1992 vid Academie Vytvarnich Umeni i Prag. Hon har ställt ut sedan 1996 och har blivit känd för sina groteska surrealistiska målningar och detaljrika och tekniskt skickligt utförda tuschteckningar. Utgångspunkterna för hennes arbeten, som i slutet av 1990-talet ansågs väcka associationer till gamla engelska skräckhistorier, har senare varierat från bibliska intryck till människans anatomi sådan som bland annat stora mästare i konsten uppfattat den. Hon återger svåra känslor i sina skräckfyllda målningar. Även den moderna konsten har verkat inspirerande på den europeiskt skolade konstnären. Hon producerade 2004 animationsfilmen Le Jardin de Jurgen. Hon har undervisat vid Bildkonstakademin sedan 2000 och tillhörde 1991–1992 gruppen Made in Space; sedan 1996 medlem av den franska Raw Art-gruppen Le dernier cri.